# Horváti Pál
Horváti Pál (14. század – 1394 júniusa után) a Horváti családból származó zágrábi püspök Nagy Lajos és a halálát követő belháború idején. Kis Károly híveként egyik vezéralakja volt testvérével, Horváti Jánossal együtt a délvidéki lázadóknak. Valószínűleg az ő nevéhez köthető – az európai latinságban a 14. században szövetség értelemben elterjedt – a „liga” kifejezésnek az átvétele a magyar politikai szóhasználatba.

## Élete
1378-ban csanádi püspök, majd 1379–1386-ig zágrábi püspök volt.
A későbbi bíboros Alsáni Bálinttal együtt Lajos király teljhatalmú megbízottjaként részt vett a magyar–velencei háborúskodást lezáró, 1378. augusztus 8-i torinói béke előkészítésében.
VI. Orbán pápa 1380-ban mint Nápoly hűbérura, I. Johanna nápolyi királynőt megfosztotta trónjától, a végrehajtást Lajos királyra bízta, aki Durazzói Károly – a későbbi II. Károly magyar király, Kis Károly – javára lemondott nápolyi trónigényéről, és Horváti János macsói bán – Horváti Pál testvére – vezetésével 1381-ben hadsereget bocsátott a rendelkezésére, hogy érvényesíthesse jogait, amit ő meg is tett. Megfojtatta az évtizedekkel korábban férjét – András calabriai herceget, Lajos király öccsét – meggyilkoltató Johannát.
A Horváti testvérek még Nagy Lajos halála után is támogatták a magyarországi Anjoukat, nem vettek részt Tvrtko boszniai király és Palisnai János vránai perjel 1382. októberi lázadásában. Horváti János a királynék politikáját támogatta, Erzsébet királyné megbízásából 1383 elején újabb segédhadat vezetett Kis Károly nápolyi király megsegítésére. Ekkor nem volt még jele annak, hogy Károly be akarna avatkozni a magyar ügyekbe.
Ugyanekkor átalakítás zajlott az udvarban, amelynek során Horvátiék a háttérbe szorultak, Garai tábora előretört. A Nápolyban tartózkodó Horváti János nem kapott tisztséget, Horváti Pál zágrábi püspök sérelmére – aki idősebb és műveltebb is volt Alsáninál – Alsáni Bálint pécsi püspök lett Erzsébet királyné főkancellárja, Garai rokona, Kórógyi István lett a macsói bán Liszkai Pál helyett, s Garai híve, Vezsenyi László lett az asztalnokmester, s Cudar György helyett Forgách Balázs, Garai későbbi fő szövetségese a pohárnokmester. Alsáni királynéi főkancellárságával az özvegy Erzsébet mintegy második hatalmat hozott létre lánya, Mária királyi főkancelláriája mellett, amelynek Demeter (esztergomi érsek) bíboros, esztergomi érsek volt a vezetője. A kettős hatalom zavarokhoz vezetett a kormányzásban, amit tetézett, hogy a hatalom birtokosai nők voltak.
Erzsébet többek között királyi birtokokat is eladományozott, amihez az uralkodó anyjaként nem volt joga.
1383-ban tört ki az első lázadás a Délvidéken, amelynek élén a Horvátiak és Palisnai János álltak. Erzsébet 1384. augusztus 14-én levelet küldött a zágrábi polgároknak, amelyben Horváti Pál püspököt lázadónak nyilvánította, és megtiltotta, hogy bárki támogassa őt. Szeptember 29-én azt is megparancsolta nekik, hogy a püspök vagyonát prédálják fel és foglalják le, embereit pedig vasra verve őrizzék.
A lázadás 1385-ben megegyezéssel zárult, Horváti János ismét macsói bán lett. Horváti Pál püspök azzal az ürüggyel, hogy Rómába utazik a pápához valamilyen ügyben, hajóra szállt, de Nápolyba ment Kanizsai Miklós társaságában és meghívták a trónra Kis Károlyt. Károly ekkor éppen pápai kiközösítés alatt állt egy itáliai politikai ügy miatt, de ez, úgy tűnik, nem izgatta a pécsi püspököt. A küldöttség, amely több magyar főúr pecsétes meghívólevelét vitte magával, augusztus 18-án már biztosan Nápolyban volt, mert ekkor találkozott ott a velencei követtel. Károly szeptember 12-én érkezett Zenggbe, december elejéig tartózkodott Zágrábban, majd Budára indult, ahol a királynék fogadták. Ott országgyűlést tartottak, amin valószínűleg a főszerepet Horváti Pál játszotta, majd Demeter bíboros érsek 1385 szilveszterén Károlyt Fehérvárott királlyá koronázta. Abban az évben felmerült a Horvátiak és Károly részéről az az ötlet, hogy Károly fia, Nápolyi László vegye el Máriát feleségül, de szeptember végén Zsigmond megjelent Budán, és sikerült kierőszakolnia a saját házasságát Máriával. Károly 39 nap uralkodás után az Erzsébet királyné és Garai által 1386. február 7-re szervezett merényletben súlyosan megsebesült Forgách Balázs tőrétől. Másnap Visegrádra vitték, ahol február 24-én meghalt. Az egyik forrás szerint megmérgezték, a másik szerint megfojtották.
A merénylet idején Horváti Pál már nem volt Budán, János pedig február 8-án a Délvidékre indult, ahol ezután ismét kitört a felkelés, amit Garai és a két királynő egy délre utazással próbált lecsendesíteni. 1386. július 26-án azonban Gara mellett Horváti János és Palisnai János rajtaütöttek a meneten, megölték Garai Miklóst és Jánost és Forgách Balázst, a két királynőt pedig foglyul ejtették. A két Garai és Forgách levágott fejét személyesen Horváti Pál vitte Nápolyba, ahol Kis Károly özvegye közszemlére tetette ki őket.
Zsigmondnak sikerült minden Horváti-ellenes erőt egy táborba tömörítenie, felvette a Magyarország kapitánya címet, és serege élén Mária kiszabadítására indult. Válaszul Horváti János Mária szeme láttára megfojtatta a Novigrádban őrzött Erzsébetet 1387. január elején. A felkelők Kis Károly fia, Nápolyi László nevében az egész ország meghódítására készültek. Horváti Pál és Palisnai János 1387 elején ismét Nápolyban járt, hogy Kis Károly fiát, Lászlót hívják meg a magyar trónra, aki magát Magyarország királyává nyilvánította, de ekkor még nem jött Magyarországra. A gyakorlatilag ellenfél nélkül maradt Zsigmond azonban gyorsan úrrá lett a helyzeten. Szövetséget kötött, ligát szervezett a magyar főúri családok vezető képviselőivel, megszerezte Velence katonai segítségét és 1387. június 4-én sikerült a lázadók utolsó várát, Novigrádot is elfoglalnia. A Horváti testvéreknek sikerült Boszniába menekülniük, és 1394-ig Dobor várából próbáltak Nápolyi László nevében fellépni. 1394 júniusában Zsigmond hadai bevették a várat és a testvéreket foglyul ejtették.
Thuróczy János krónikája szerint Horváti Pál zágrábi püspököt nem ölték meg, „de nem tudta már elérni, hogy visszahelyezzék püspöki székébe”. Valószínűleg Itáliában halt meg.